# پیتر بنیسو
پیتر بنیسو (انگلیسی: Peter Beniseau؛ زادهٔ ۲۲ نوامبر ۱۹۹۵) بازیکن فوتبال است.
وی همچنین در تیم ملی فوتبال Saint Barthélemy بازی کرده‌است.